# Breziny
Breziny (allemand : Klingstolln, hongrois : Zólyomberezna) est un village de Slovaquie situé dans la région de Banská Bystrica.

## Histoire
La première mention écrite du village date de 1808.

## Démographie

### Évolution de la population
| Année:               | 1994. | 2004. | 2014.   | 2024.   |
| -------------------- | ----- | ----- | ------- | ------- |
| Nombre de personnes: | 310   | 341   | 358     | 377     |
| Différence:          |       | +10 % | +4,98 % | +5,30 % |

| Année:               | 2023. | 2024.   |
| -------------------- | ----- | ------- |
| Nombre de personnes: | 370   | 377     |
| Différence:          |       | +1,89 % |